# Конрад Борнгаупт
Конрад Борнгаупт (нім. Konrad Bornhaupt; 6 червня 1920, пароплав «Кові», Середземне море — 15 квітня 1945, Атлантичний океан) — німецький офіцер-підводник, капітан-лейтенант крігсмаріне.

## Біографія
9 жовтня 1937 року вступив на флот. В березні-вересні 1941 року — офіцер роти 1-ї навчальної дивізії підводних човнів. З 15 жовтня 1941 року — 1-й вахтовий офіцер на підводному човні U-88, з травня 1942 року — на плавучій базі підводних човнів «Вільгельм Бауер». В лютому-квітні 1944 року пройшов курс командира підводного човна. З 17 квітня 1944 року — командир U-285, на якому здійснив 3 походи (разом 90 днів у морі). 15 квітня 1945 року U-285 був потоплений в Північній Атлантиці південно-західніше Ірландії (50°13′ пн. ш. 12°48′ зх. д.) глибинними бомбами британських фрегатів «Гріндаль» і «Кітс». Всі 44 члени екіпажу загинули.

## Звання
- Кандидат в офіцери (9 жовтня 1937)
- Морський кадет (28 червня 1938)
- Фенріх-цур-зее (1 квітня 1939)
- Оберфенріх-цур-зее (1 березня 1940)
- Лейтенант-цур-зее (1 травня 1940)
- Оберлейтенант-цур-зее (1 квітня 1942)
- Капітан-лейтенант (1 січня 1945)

## Нагороди
- Залізний хрест 2-го класу (27 квітня 1944)
- Нагрудний знак підводника (19 вересня 1944)